# Рене Ґруссе
Рене Ґруссе (фр. René  Grousset; 5 вересня 1885, Обе (Гар) — 12 вересня 1952, Париж) — французький орієнталіст та історик мистецтва, член Французької академії.

## Біографія
Син Луї Ксав'є Рене Ґруссе (1860—1885), викладача на факультеті словесності в університеті Гренобля, і Анни Марі Терези Констанс Манс (1860—?).
Дитинство провів у Жеводані у діда, Марі Рене Октава Ґруссе (1852—1916), землевласника та багаторічного сільського мера. Отримавши в Монпельє диплом історика та географа, він вирушив до Парижа, де 1912 року став редактором у дирекції Художніх мистецтв, у відділенні архітектури Поля Леона. Потім став керівником відділення; паралельно з адміністративною роботою підготував до 1914 свою першу наукову працю: «Історію Азії», видану 1922 року. Вже тоді Ґруссе визначив головну мету своєї наукової діяльності — донести до освіченої публіки новітні досягнення орієнталістики.
Під час Першої світової війни служив сержантом у 81-му піхотному полку. 5 березня 1915 року під час Першої Шампанської битви був тяжко поранений у бою, очолюючи своє відділення при штурмі зміцнення Босежур (поблизу Перт-ле-Юрлю в департаменті Марна). Після цього поранення вже не міг повернутися до бойових дій, і закінчив війну як санітар.
Після війни опублікував свою «Історію Азії», а 1924 року випустив книгу «Пробудження Азії». 1925 року отримав посаду охоронця національних музеїв і був спрямований на роботу в музей Ґімі як заступник зберігача. 1928 року став викладачем у Школі Лувру на катедрі індіаністики. У 30-ті роки публікував статті про експонати музейної колекції, а також видав книги «Історія Далекого Сходу», «Цивілізації Сходу» та «Слідами Будди». Співпрацював у групі вчених, яку очолювали Луї Альфан та Філіпп Саньяк, яка займалася видавничим проєктом «Народи та Цивілізації». 1933 року був призначений хранителем музею Чернускі.
У 1934—1936 опублікував свою головну наукову працю, «Історію хрестових походів та Єрусалимського королівства франків», що отримала від Французької академії Велику премію Гобера. Ця тритомна монографія (близько 2 800 сторінок), хоч і була цілком резонно критикована за суттєві недоліки методології, досі залишається неперевершеною за широтою охоплення матеріалу та фактологічних подробиць.
1938 року вийшло перше видання «Імперії степів», яке в узагальненому вигляді представило західному читачеві історію кочових державних утворень на території євразійських степів, від часів гунів до втрати незалежності монгольськими ханствами в XVII—XVIII століттях.
Найбільш активний період діяльності припав на час Другої світової війни та повоєнні роки. 1941 Ґруссе став викладачем у Школі живих східних мов, 1944 зберігачем музею Гіме, 1945 професором у Школі Заморської Франції, 1946 редактором «Journal asiatique». Членство в Раді національних музеїв, керівництво дирекціями двох музеїв та викладацька діяльність залишали мало часу для наукової роботи, проте, 1947 року на додаток до «Хрестових походів» було видано «Історію Вірменії до 1071 року».
16 лютого 1946 разом з Ернестом Сейєром, Жаном Таро, Октавом Обрі та Робером д'Аркуром Ґруссе був обраний до членів Французької академії. Це групове обрання покликане заповнити крісла, що залишилися вакантними з часу окупації. 30 січня 1947 року був прийнятий до складу академії Анрі Бордо.
У повоєнні роки написав дві історико-філософські роботи: «Підсумок Історії» та «Носові постаті», присвячені роздумам про еволюцію людського суспільства, становлення філософії та місце людини в історії.
Наукова творчість Ґруссе оцінюється сучасними дослідниками неоднозначно. Відомий медієвіст П'єр Обе, що спеціалізується на темі хрестових походів, визнаючи, що Рене Ґруссе був найбільшим французьким орієнталістом свого часу і людиною величезної ерудиції, пише, що «його точку зору було сильно відзначено колоніалістською утопією, що панувала в 1920-30-х коли він створював своє opus magnum».

## Твори
- Histoire de l'Asie (Історія Азії). — P.: Crès, 1921—1922
  - TI L'Orient
  - T. ІІ. L'Inde et la Chine
  - T. ІІІ. Le nond mongol, le Japon
- Histoire de la philosophie orientale. Inde, Chine, Japon (Історія східної філософії. Індія, Китай, Японія). — P.: Nouvelle Librairie nationale, 1923
- Le Réveil de l'Asie. L'impérialisme britannique et la révolte des peoples (Пробудження Азії. Британський імперіалізм та повстання народів). — P.: Plon, 1924
- Histoire de l'Extrême-Orient (Історія Далекого Сходу). — P.: Geuthnsr, 1929
- Sur les traces du Bouddha (Слідами Будди). — P.: Pion, 1929
- Les Civilisations de l'Orient (Цивілізації Сходу). — P.: Crès, 1929—1930
  - TI L'Orient
  - T. ІІ. L'Inde
  - T. ІІІ. La Chine
  - T. IV. Le Japon
- Philosophies indiennes. Les systèmes, 2 Vol. (Індійські філософії. Системи). — P.: Desclée De Brouwer, 1931
- Histoire des Croisades et du Royaume Franc de Jérusalem (Історія хрестових походів та Єрусалимського королівства франків). — P.: Pion, 1934—1936, ré-édité P.: Perrin, 1991, ISBN 2-262-00931-7
  - TI Anarchie Musulmane et la Monarchie Franque
  - T. ІІ. Monarchie Franque та Monarchie Musulmane. L'Equilibre
  - T. ІІІ. Monarchie Musulmane et Anarchie Franque
- L'Empire des steppes, Attila, Gengis-Khan, Tamerlan (Імперія степів: Аттіла, Чингісхан, Тамерлан). — P.: Payot, 1938
- L'Épopée des Croisades (Епопея хрестових походів). — P.: Plon, 1939.
- L'Empire mongol (Монгольська імперія), E. de Boccard, 1941
- Histoire de la Chine (Історія Китаю). — P.: Fayard, 1942
- Le Conquérant du monde: Vie de Gengis-Khan (Підкорювач світу: Життя Чингісхана). — P.: Albin Michel, 1944
- Bilan de l'Histoire (Підсумок Історії). — P.: Pion, 1946
- Histoire de l'Arménie des origines à 1071 (Історія Вірменії з найдавніших часів до 1071). — P.: Payot, 1947
- L'Empire du Levant (Імперія Леванта). — P.: Payot, 1949
- Figures de Proue (Носові фігури). — P.: Pion, 1949
- La Chine et son art (Китай та його мистецтво). — P.: Pion, 1951
- L'Homme et son histoire (Людина та її історія). — P.: Pion, 1954